# Sofronio Española
Sofronio Española ist eine philippinische Stadtgemeinde in der Provinz Palawan. Sie hat 32.876 Einwohner (Zensus 1. August 2015). Sofronio Española wurde am 22. Mai 1994 selbständig und ist die jüngste Stadtgemeinde in der Provinz Palawan. Das Gebiet gehörte zuvor zur Stadtgemeinde Brooke’s Point.

## Baranggays
Sofronio Española ist politisch in neun Baranggays unterteilt.
| - Abo-abo - Iraray - Isumbo | - Labog - Panitian - Pulot Center | - Pulot Interior (Pulot II) - Pulot Shore (Pulot I) - Punang |